# Návrat Leváka Boba
Návrat Leváka Boba (v anglickém originále Sideshow Bob Roberts) je 5. díl 6. řady (celkem 108.) amerického animovaného seriálu Simpsonovi. Scénář napsali Bill Oakley a Josh Weinstein a díl režíroval Mark Kirkland. V USA měl premiéru dne 9. října 1994 na stanici Fox Broadcasting Company a v Česku byl poprvé vysílán 28. ledna 1997 na stanici ČT1.

## Děj
Levák Bob zavolá moderátorovi místní pravicové talk show Birchovi Barlowovi a stěžuje si, že byl nespravedlivě uvězněn za pokus o vraždu Selmy Bouvierové (díl Černý vdovec) a Barta Simpsona (díl Mys hrůzy). Barlow podněcuje obyvatele Springfieldu k nátlaku na starostu Quimbyho, aby propustil Leváka Boba. Po propuštění se Bob stává republikánským kandidátem pro volby starosty Springfieldu. Navzdory Bartovým a Líziným pokusům zabránit Bobovu zvolení Bob s přehledem zvítězí. 
Bob zneužívá své funkce a Simpsonovým znepříjemňuje život, Barta degraduje do mateřské školy a vyhrožuje, že jim zbourá dům, aby mohl postavit novou dálnici. Bart a Líza mají podezření, že volby byly zmanipulované, ale nedaří se jim najít žádný důkaz. Waylon Smithers, jenž pracoval pro kampaň Leváka Boba, obávaje se, že ho teď bude konzervativní starosta pronásledovat kvůli jeho domnělé homosexualitě, jim poradí, aby našli voliče jménem Edgar Neubauer. Poté, co ho Bart nenajde v knihovně ani v telefonním seznamu, nalezne toto jméno na náhrobku na hřbitově. Když s Lízou zkontrolují další jména v seznamech voličů, zjistí, že většina voličů pro Boba je dávno mrtvá. 
Levák Bob je postaven před soud za volební podvod. Je přiměn k přiznání, když Bart a Líza naznačí, že zločin spáchal Barlow, protože Bobovi chybí inteligence na to, aby ho naplánoval. Bob je shledán vinným, zbaven funkce a poslán zpět do vězení. Všechna jeho starostovská rozhodnutí jsou anulována a zrušena, dům Simpsonových je zachráněn, stavba dálnice je pozastavena, Bart se vrací do své původní třídy a Quimby získává zpět svou funkci právoplatného starosty Springfieldu.

## Produkce
Ačkoli se epizoda vysmívá především Republikánské straně, autoři zařadili několik vtipů na účet Demokratické strany, liberální i konzervativní politiky, aby se snažili být co nejvíce neutrální. Scenáristé Bill Oakley a Josh Weinstein se velmi zajímali o aféru Watergate a založili na ní velkou část druhého dějství. Epizodu režíroval Mark Kirkland.
V epizodě se Kelsey Grammer vrací v roli Leváka Boba, kde se objevuje již počtvrté. Byly použity části z předchozích epizod s Bobem, aby divákům připomněly, kdo je a co udělal. Znovu je také použita Bobova hudební narážka z epizody Mys hrůzy. Showrunner David Mirkin shledal režírování Grammera „radostí“. V epizodě hostuje také Dr. Demento, podruhé daboval i Larry King. Henry Corden namluvil hlas Freda Flintstonea v telefonu s hračkou Flintstoneových. Jeden z vězňů v Bobově předvolební reklamě je karikaturou producenta Richarda Sakaie. Vtip „Les Wynan“ vymyslel Mike Reiss. V epizodě se neobjevuje gaučový gag ani tabule, střih je přímo z oblak do televize. Původní vysílání z roku 1994 a některé syndikační sestřihy gaučový gag obsahovaly.
Epizoda obsahuje první použití slova „meh“ v seriálu. Toto slovo, které bylo později zařazeno do slovníku Collins English Dictionary, je připisováno jako popularizace seriálu, především po jeho použití v epizodě 12. řady Homer drží hladovku. V Návratu Leváka Boba je slovo použito knihovníkem, který poskytuje Líze záznamy o hlasování ve městě, a to v reakci na její zpochybnění jejich neutajované povahy.

## Kulturní odkazy
Velká část epizody je založena na aféře Watergate a dalších skutečných politických událostech. Dva republikáni, kteří Boba sledují, jsou založeni na H. R. Haldemanovi a Johnu Ehrlichmanovi, dvou nejbližších poradcích Richarda Nixona během aféry Watergate. Reklama na kampaň Leváka Boba je založena na slavných politických reklamách Willieho Hortona a Revolving Door, které použil George H. W. Bush během prezidentských voleb v roce 1988. Otázka Birche Barlowa starostovi Quimbymu, zda by se jeho postoj ke zločinu lišil, kdyby byla napadena jeho rodina, je odkazem na podobnou otázku Bernarda Shawa demokratickému kandidátovi Michaelu Dukakisovi během prezidentských debat v roce 1988. Quimbyho vystoupení během debaty paroduje vystoupení Richarda Nixona během jeho první televizní debaty s Johnem F. Kennedym během prezidentských voleb v roce 1960. Nixon se nedávno zotavil z nachlazení a po celou dobu se značně potil, což škodilo dojmu, který v debatě udělal.
V epizodě se objevuje několik odkazů na film Všichni prezidentovi muži, který zachycoval vyšetřování skandálu Watergate Bobem Woodwardem a Carlem Bernsteinem. Patří mezi ně vytažení Lízy, která si prohlíží volební záznamy, hudba a tajná schůzka se Smithersem v garáži. Scéna ze závěrečného soudu i proslov Leváka Boba jsou odkazem filmu Pár správných chlapů z roku 1992, včetně proslovu Jacka Nicholsona. Bobovo náhlé přiznání, že volby skutečně zmanipuloval, bylo neurčitým odkazem na „každou epizodu Perryho Masona“. Levák Bob přednáší svou děkovnou řeč pod obřím plakátem, na němž je jeho obraz; jde o odkaz na scénu řeči v kampani ve filmu Občan Kane. Název epizody a několik dějových prvků, včetně Boba vstupujícího na Burnsovu schůzi zahaleného do americké vlajky, jsou odkazy na film Bob Roberts z roku 1992.
Postava Birche Barlowa je převzatou podobou amerického moderátora talk show a politického komentátora Rushe Limbaugha. Barlow zmiňuje plukovníka Olivera Northa, důstojníka Staceyho Koona a reklamního maskota Joea Camela jako „inteligentní konzervativce, které náš liberální soudní systém dostal na koleje“. Také jazyk, kterým se mluví v sídle Republikánské strany, je inspirován enochiánštinou, jazykem spojovaným s okultními a satanistickými obřady.
Věznice s minimální ostrahou Springwood je parodií na věznici s minimální ostrahou Allenwood. Když Líza řídí, poslouchá „St Elmo's Fire“ od Johna Parra, což David Mirkin považuje za „velmi smutnou volbu“. Postavy z komiksů Archie Andrews, Reggie Mantle, Moose Mason a Jughead Jones jsou zobrazeny, jak házejí Homera na trávník Simpsonových a varují ho, aby „se držel dál od Riverdale“. Mezi zesnulými voliči jsou Buddy Holly, Ritchie Valens a The Big Bopper, kteří všichni zahynuli při leteckém neštěstí 3. února 1959. Epitaf na náhrobku The Big Boppera zní: „Gooooodbye, Baby!“, což je odkaz na úvodní větu jeho písně „Chantilly Lace“ – „Hellooo Baby!“. Dům Simpsonových, který je zbourán, aby uvolnil místo „Matlockově rychlostní silnici“, je odkazem na úvod Stopařova průvodce po Galaxii.

## Témata a analýza
David L. G. Arnold v knize Leaving Springfield komentuje, že epizoda je satirou na „líný a neinformovaný přístup společnosti k volebnímu procesu“ a také „komentářem k roli, kterou ve společnosti hraje kádr elit (Republikánská strana), které se považují za přirozeně vhodné k vedení“. Díl rovněž zobrazuje republikány jako ty, kteří jsou ochotni porušit zákon, aby toho dosáhli; v tomto případě se Bob dopustí volebního podvodu. To se nejvíce projevuje v Bobově replice: „Vaše špatné svědomí vás možná nutí volit demokraty, ale hluboko uvnitř tajně toužíte po chladnokrevném republikánovi, který sníží daně, brutálně potlačí zločince a bude vám vládnout jako král. Proto jsem to udělal: abych vás ochránil před vámi samotnými.“.
Matthew Henry v téže knize píše, že tato epizoda „dobře ilustruje souboj (politických) ideologií (…) a jeho zapojení do politiky sexuality“. Odkazuje na scénu, v níž Smithers naznačuje, že Bob zfalšoval volby; jeho motivací k udání je Bobova konzervativní politika, která nesouhlasí s jeho „volbou životního stylu“, konkrétně s jeho homosexualitou. Henry dochází k závěru, že tato scéna ukazuje, že konzervativní politika a homosexualita „nemohou koexistovat“ a že tato scéna představuje bod, kdy se Smithersova sexualita stala „veřejnou a otevřeně politickou“.

## Přijetí

### Kritika
Warren Martyn a Adrian Wood, autoři knihy I Can't Believe It's a Bigger and Better Updated Unofficial Simpsons Guide, poznamenali, že epizoda byla „ohromně otevřená politická satira, která v době vysílání vyvolala značný nesouhlas Republikánské strany“.
Eric Reinagel, Brian Moritz a John Hill z deníku Press & Sun-Bulletin označili díl za sedmou nejlepší epizodu seriálu. Thomas Rozwadowski z deníku Green Bay Press-Gazette zařadil díl do svého seznamu deseti nejlepších epizod seriálu, které mají ponaučení: „Zkorumpovaní politici se vždy dočkají své odplaty. Nebo také ne.“. Vyzdvihl rovněž Bobovu předvolební reklamu a hlášku Kenta Brockmana: „A výsledky jsou tu. Pro Leváka Boba na 100 procent. Pro Joea Quimbyho 1 procento. Připomínáme, že je zde jednoprocentní možnost chyby.“.
Epizoda byla použita v kurzu na Columbia College Chicago. V kurzu nazvaném Simpsonovi jako satiričtí autoři byl Návrat Leváka Boba uveden jako jedna z epizod promítaných v rámci přednášky „Co je (ne)v pořádku s Amerikou? Kritika vlády USA“.
V roce 2019, po skandálu Trump–Ukrajina, se mnozí příznivci prezidenta Donalda Trumpa pokoušeli omluvit jeho údajné vydírání Volodymyra Zelenského argumentem, že pokus o trestný čin není nezákonný. V reakci na to mnozí odpůrci citovali hlášku Leváka Boba z epizody: „Hah! Pokus o vraždu? Tak upřímně, co to je? Dává se snad Nobelova cena za pokus o chemii? Nebo ano?“. Bill Oakley v úvodníku listu The Washington Post poznamenal: „Je těžké uvěřit, že obhajoba Trumpa ze strany Leváka Boba bude mít dlouhého trvání, protože neobstojí ani při sebemenším zkoumání. Je to doslova vtip.“.

### Sledovanost
V původním vysílání skončil díl v týdenní sledovanosti za týden od 3. do 9. října 1994 na 64. místě s ratingem 8,6 podle agentury Nielsen. Byl to šestý nejlépe hodnocený pořad na stanici Fox v tomto týdnu.